# Buchanan County (Missouri)
Buchanan County is een county in de Amerikaanse staat Missouri.
De county heeft een landoppervlakte van 1.061 km² en telt 85.998 inwoners (volkstelling 2000). De hoofdplaats is Saint Joseph.